# Victor Leksell
Pour les articles homonymes, voir Leksell.
Victor Leksell  est un chanteur suédois né le 4 avril 1997 à Torslanda,. Son premier single date de 2018 et s'intitule Vart du sover. Son single le plus populaire Svag est sorti en 2020. La chanson s'est classée au numéro un du classement du Sverigetopplistan et elle a également été certifiée trois fois disque de platine dans le pays.
Le 17 juin 2020, Victor Leksell a sorti son premier album studio, Fånga mig när jag faller. 

## Biographie
En 2018, il a sorti son premier single, Tappat.
Son cinquième single, Svag, a atteint le numéro un du Sverigetopplistan, devenant ainsi le premier single de Victor Leksell à atteindre cette position. Il a sorti la chanson quelques semaines après l'avoir interprétée au Musikhjälpen en 2019,. La chanson a occupé le numéro un du top suédois pendant sept semaines consécutives.
Le 3 mai 2020, la chanson est également devenue numéro un sur Sveriges Radio. La chanson a ensuite été certifiée triple disque de platine en Suède. Elle a également atteint le premier rang du classement norvégien.
Leksell a sorti son sixième single en mars 2020, Fantasi, qui a culminé à la septième place du Sverigetopplistan.
Le 10 avril 2020, Victor Leksell, Molly Sandén et Joakim Berg ont publié une reprise de la chanson Sverige de Kent, déclarant que tous les revenus de la chanson iront à Radiohjälpen (collecte de fonds pour le Covid-19 en Suède). La chanson est arrivée 11e du Sverigetopplistan.
Victor Leksell s'est ensuite produit en direct sur la SVT au spectacle En kväll tillsammans, le 11 avril 2020, en soutien à la collecte de fonds.
En mai 2020, Victor Leksell a interprété sa chanson Svag avec la chanteuse norvégienne Astrid S à la frontière entre la Norvège et la Suède. Il s'est également produit au festival suédois "Amaze" le 25 juillet 2020.
Le 17 juin 2020, il sort son premier album studio, intitulé Fånga mig när jag faller. L'album contient les titres suivants : Vart du sover, Tappat, Allt för mig, Klär av dig, Svag et Fantasi. Il est arrivé premier du Sverigetopplistan dès sa première semaine[réf. nécessaire].

## Récompenses et nominations
À l'été 2019, Victor Leksell a été nommé dans trois catégories du concours Rockbjörnen du magazine suédois Aftonbladet[réf. nécessaire].
Par la suite, il a remporté son premier Rockbjörn le 13 août 2019 dans la catégorie Årets genombrott. Victor Leksell a également été nommé pour les Grammisgalan suédois en 2020 dans la catégorie Årets nykomling.

## Discographie
| Titre                    | Détails                                                                                   | Classement | Classement |
| Titre                    | Détails                                                                                   | SUÈ        | NOR        |
| ------------------------ | ----------------------------------------------------------------------------------------- | ---------- | ---------- |
| Fånga mig när jag faller | - Sortie: 17 juin 2020 - Label: Sony Music - Formats: téléchargement numérique, streaming | 1          | 3          |

### Singles
| Titre                                                                                              | Années | Classements | Classements | Classements | Certification      | Album                    |
| Titre                                                                                              | Années | SUÈ         | NOR         | DAN         | Certification      | Album                    |
| -------------------------------------------------------------------------------------------------- | ------ | ----------- | ----------- | ----------- | ------------------ | ------------------------ |
| Vart du sover                                                                                      | 2018   | 49          | -           | -           | - GLF : Platine    | Fånga mig när jag faller |
| Tappat                                                                                             | 2018   | 6           | -           | -           | - GLF : 2x Platine | Fånga mig när jag faller |
| Allt för mig                                                                                       | 2019   | 4           | -           | -           | - GLF : Platine    | Fånga mig när jag faller |
| Klär av dig                                                                                        | 2019   | 8           | -           | -           | - GLF : Platine    | Fånga mig när jag faller |
| Bra för dig (with Estraden)                                                                        | 2019   | 2           | -           | -           | - GLF : 2x Platine | Non-album single         |
| Svag                                                                                               | 2020   | 1           | 1           | 21          | - GLF : 3x Platine | Fånga mig när jag faller |
| Fantasi                                                                                            | 2020   | 7           | -           | -           |                    | Fånga mig när jag faller |
| Ingen kan slå (Boten Anna)                                                                         | 2023   | 4           | -           | -           |                    | Non-album single         |
| «-» indique un communiqué qui n'a pas été enregistré ou qui n'a pas été diffusé sur ce territoire. |        |             |             |             |                    |                          |

#### Collaboration
| Titre                                                   | Années | Classement | Album |
| Titre                                                   | Années | SUÈ        | Album |
| ------------------------------------------------------- | ------ | ---------- | ----- |
| Sverige (Molly Sandén with Victor Leksell, Joakim Berg) | 2020   | 11         | Aucun |

### Autres chansons classées
| Titre                             | Années | Classement | Album                    |
| Titre                             | Années | SUÈ        | Album                    |
| --------------------------------- | ------ | ---------- | ------------------------ |
| Bedövning                         | 2020   | 2          | Fånga mig när jag faller |
| Ha dig igen                       | 2020   | 4          | Fånga mig när jag faller |
| Om igen                           | 2020   | 10         | Fånga mig när jag faller |
| Va min (featuring Jireel, Newkid) | 2020   | 15         | Fånga mig när jag faller |
| Alla dessa gånger                 | 2020   | 32         | Fånga mig när jag faller |